# Polynoidae
Polynoidae é uma família de poliquetas. São reconhecidas mais de 900 espécies pertencentes a 18 subfamílias e 167 gêneros. Elas são caçadores ativos, mas geralmente vivem em ambientes protegidos, como debaixo de pedras. O grupo é amplamente distribuído de águas rasas entre marés a valas hadal.

## Minhocas Elvis
As minhocas Elvis, também são conhecidas como vermes de Elvis, são polynoidae nativos de habitats baseados em quimiossintéticos de profundidade. Os pesquisadores os chamam de vermes de Elvis devido à aparência brilhante da capa que lembra o estilo cintilante de Elvis Presley.
Os vermes de Elvis compreendem quatro espécies espalhados pelo Pacífico:, P. elvisi e P. goffrediae em Monterey Canyon, na Califórnia, P. orphanae no Golfo da Califórnia perto do México e P. mineoi perto da Costa Rica.

## Géneros
Predefinição:Incomplete-list